# G-Unit
G-Unit은 50센트를 주축으로 하는 미국의 힙합그룹이다. 이 그룹은 'Gangsta Unit'의 줄임말이다. 현재가지 약 700만장의 앨범을 팔았으며, 50센트, 로이드 뱅크스, 토니 야요, 영 벅이 현재 멤버이다. 2003년 그들은 Beg for Mercy를 발매한다. 비록 토니 야요는 거의 참여하지 못했지만, 그래도 앨범은 꽤나 큰 성과를 냈다. 2008년에 발매된 T.O.S: Terminate on Sight는 스위즈 비츠, 플로우 다 돈 등이 참여했다.

## 역사
50 Cent가 토니 야요, 로이드 뱅크스와 함께 만들었다. 이 그룹은 단순히 친목단체 같은거 였는데, 50 Cent가 인터스코프와 계약하고, 히트 앨범인 'Get Rich Or Die Tryin'을 발매하면서 그들은 그들만의 회사인 G-Unit Record를 설립한다. 그들은 여러 개의 믹스테잎(50 Cent Is the Future, God's Plan, No Mercy, No Fear and Automatic Gunfire 등)을 발매한다.그러던 중 멤버인 토니 야요가 불법 총 소지로 재판을 받아 감옥에 간다. 2003년 토니 야요를 제외한 앨범인 'Beg For Mercy'가 발매되었는데, 첫 주에만 30 만 장이 팔리는 성과를 얻었다. 게스트들로는 에미넴, 조, 닥터 드레,'Olivia'등이 참여했다. 이 앨범에서 토니 야요는 두 곡에 참여했다.
G-Unit은 인터스코프의 시스템과 여러 문제 때문에 멤버들이 자주 바뀌고 퇴출당한다. 2006년까지 멤버였던, 더 게임은 닥터 드레, 50 Cent덕분에 그룹에 합류하고, 첫 데뷔앨범인 'The Documentary'도 성공적이었지만,그는 당시 50 Cent와 디스관계였던 뮤지션들과 작업하고 싶어했다. 그걸 못마땅하게 여긴 50 Cent은 더 게임과 디스전을 하고 탈퇴시켰다. 또한 2008년 오랜 멤버였던 영 벅도 음악적 차이로 디스를 하게 되었고,현재는 레이블은 'G-Unit'이지만,그룹내에서는 탈퇴했다. 후에 영 벅은 50센트와 화해를 하게 되고, 2014년 G-Uint에 재합류한다.

## 음반 목록
정규 음반
- Beg for Mercy (2003)
- T.O.S: Terminate on Sight (2008)